# Loose Change
Loose Change è il terzo EP del cantautore britannico Ed Sheeran, pubblicato il 7 febbraio 2010 dalla Sheeran Lock.

## Descrizione
L'EP conteneva originariamente il singolo The A Team, il cui successo lo ha portato a diventare il primo estratto del primo album in studio +: nella riedizione del 2015, la traccia è stata sostituita dal brano Let It Out.
L'album + conteneva anche Little Bird, terza traccia dell'extended play, classificata come traccia bonus nella versione deluxe del disco.

## Tracce
Testi di Ed Sheeran eccetto dove indicato, musiche di Jake Gosling.
1. Let It Out – 3:51
2. Homeless – 3:33 (testo: Ed Sheeran, Anna Krantz)
3. Little Bird – 3:47
4. Sofa – 3:21 (testo: Ed Sheeran, Anna Krantz)
5. One Night – 3:29 (testo: Ed Sheeran, Jake Gosling)
6. FIrefly – 4:17
7. The City (Live at Sticky Studios) – 5:09 (testo: Ed Sheeran, Jake Gosling)
8. Firefly (Bravado Dubstep Remix) – 4:27